# Silbergraue Nessel-Höckereule

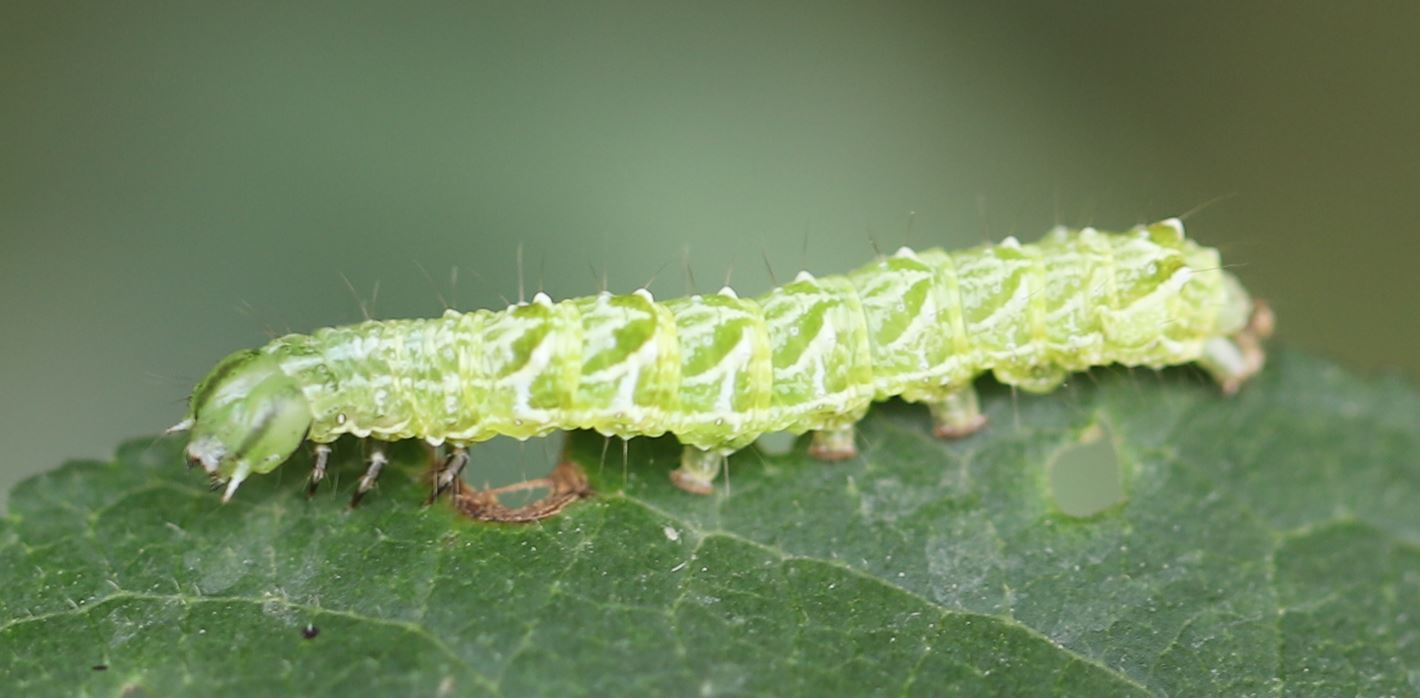
Mittleres Raupenstadium

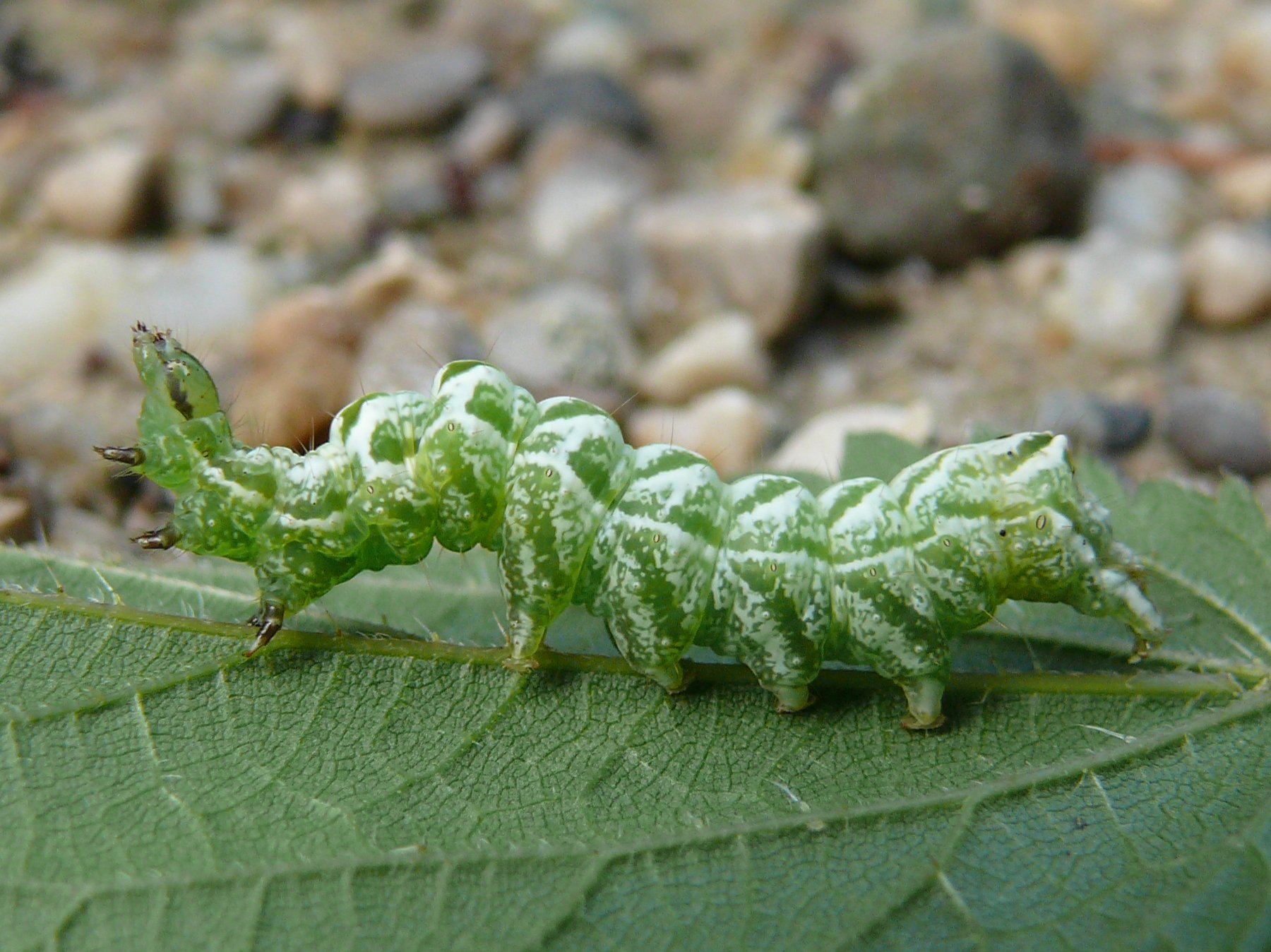
Silbergraue Nessel-Höckereulen Raupe auf Brennnesselblatt

Die Silbergraue Nessel-Höckereule (Abrostola tripartita) ist ein Schmetterling aus der Familie der Eulenfalter (Noctuidae), der in fast ganz Europa verbreitet ist.

## Merkmale
Abrostola tripartita wird oft mit anderen Abrostola -Arten verwechselt, wie der Dunkelgrauen Nessel-Höckereule (Abrostola triplasia) oder der Schwalbenwurz-Höckereule (Abrostola asclepiadis). Diese Arten zu unterscheiden ist selbst für Experten schwer und kann manchmal nur durch eine Genitaluntersuchung geschehen.
Der kontrastreiche hell- bis dunkelgraue Falter ist mit 27–30 mm Spannweite der kleinste seiner Gattung, sein Vorderflügel hingegen ist relativ breit. Die Flügelspitze ist, im Gegensatz zu den anderen Arten, nicht so weit vorgezogen. Das Mittelfeld ist dunkler als das Saumfeld, welches weißlich bis mittelgrau sein kann. Die Schuppen der schwarz bis silbern umrandeten Makeln sind teilweise aufgerichtet. Das Basalfeld hat silbergraue und selten auch gelbe Einmischungen. Auf beiden Seiten der Wellenlinie bilden schwarze Aderstriche an der Flügelspitze kräftige Apikalflecke. Verdunkelte Exemplare, welche eine rauchgraue bis schwarze Färbung besitzen, kommen ebenfalls vor.

## Lebensweise
Die Flugzeit der in zwei Generationen fliegenden Falter beginnt je nach Region im April bis Mai und endet im September bis Oktober. Die Art ist relativ häufig und nicht bedroht. Was das Habitat betrifft, ist die Art recht anspruchslos, nur die Raupenfutterpflanze, nämlich ausschließlich Brennnesseln, sollten in großen Mengen vorhanden sein. Die Art überwintert als Puppe.

## Namensänderung
Auf verschiedensten Webseiten und in mancher Literatur über die Gattung Abrostola  herrscht Verwirrung, da in der Linné’schen Sammlung sowohl silbergraue Abrostola tripartita als auch dunkelgraue Abrostola triplasia unter dem Namen Phalaena Noctua triplasia vertreten waren, weshalb die dunkelgraue Abrostola -Art 1864 in A. trigemina umbenannt wurde. Erst 1993 konnte durch Mikkola & Honey, welche eine akribische Analyse des Linné’schen Materials durchführten, festgestellt werden, welche Exemplare der Abrostola -Arten der Sammlung später hinzugefügt wurden und welche aus Linnés Zeit stammen. Dadurch setzte sich ab Mitte der 1990er Jahre für die silbergraue Art der heutige Name Abrostola tripartita und für die dunkelgraue Art der ursprüngliche Name Abrostola triplasia durch.

## Belege
1. ↑  UKmoths, Abrostola tripartita
2. 1 2  Lepiforum, Abrostola tripartita
3. ↑  Schmetterling-Raupe, Abrostola tripartita
4. ↑  Mikkola, K. & Honey, M. R. (1993): The Noctuoidea (Lepidoptera) described by Linnaeus. Zool. J. Linn. Soc. 108: Seite 103–169